# Оскар дель Кальчо
Оскар дель Кальчо (Oscar del calcio) — ежегодная награда, вручаемая итальянской ассоциацией футболистов лучшим футболистам в итальянской серии А.
Награда выглядит, как позолоченные фигурки футболистов, выполняющие удар ногой. Впервые награждение проводилось в 1997 году.

## Награды
- Футболист года в Италии
- Итальянский футболист года
- Лучший иностранный футболист года в Италии
- Лучший молодой футболист года в Италии
- Лучший футбольный вратарь года в Италии
- Лучший футбольный защитник года в Италии
- Лучший футбольный тренер года в Италии
- Лучший футбольный судья года в Италии